# چقرمه کردن
چقرمه کردن (به انگلیسی: Toughening) در علم مواد به فرایندی گفته می‌شود که به وسیله آن، ماده به گونه ای بهبود پیدا می‌کند که در برابر گسترش ترک‌‌ها و شکست‌های ساختاری مقاوم تر می‌شود. در هنگام گسترش یک ترک در ماده، انرژی بسیاری برای این منظور صرف می‌شود که باعث شده تا غیر قابل برگشت باشد، از این رو، این فرایند برای موادی که نیازمند طول عمر بالایی هستند، اهمیت بسیاری دارد. البته باید در نظر داشت که مقدار این فرایند باتوجه به ساختارها و مقاومت مختلف مواد در برابر ترک‌ها، متفاوت خواهد بود. به همین منظور، مکانیزم‌های مقاوم سازی برا هر دسته از مواد، می‌تواند بسیار متنوع باشد. به عنوان مثال، در پلیمرها با زنجیره بلند و فلزات، تغییر شکل دائمی (پلاستیسیته) در ناحیه نوک ترک نقش کلیدی در جلوگیری از گسترش بیشتر آن، ایفا می‌کند. این مواد به دلیل خاصیت تغییر شکلی که دارند، توانایی جذب انرژی ترک و جلوگیری از پیشرفت کردن آن‌را دارند. اما در مقابل، سرامیک‌ها به دلیل برخورداری از ساختاری شکننده و کمبود پلاستیسیته در ترک‌ها، رفتاری متفاوت دارند. اغلب این مواد، از مکانیزم‌های چقرمه کردن دیگری مثل تغییر فاز در ناحیه ترک، ایجاد تنش‌های داخلی و استفاده از ذرات تقویت کننده داخلی بهره می‌برند. همین مکانیزم‌ها هستند که سرامیک‌ها را باوجود ساختار شکاننده‌شان، در بسیار از مواقع به عنوان مواد بسیار مقاوم و چقرمه مورد استفاده قرار بگیرند.

## چقرمه کردن در فلزات
برای فلزات یا دیگر مواد چکش خوار، چقرمگی به طور معمول متناسب با تنش و کرنش شکست و طول گیج ترک (طول بخشی از ترک یا ناحیه‌ای که برای اندازه‌گیری تغییرات، رشد، یا رفتار ترک در یک ماده یا سازه استفاده می‌شود) است. چقرمگی کرنش صفحه ای در یک فلز به صورت زیر می‌باشد: {\displaystyle G_{IC}=B\sigma _{yf}\epsilon _{fr}\rho } که در آن {\displaystyle G_{\mathrm {I} C}} چقرمگی کرنش صفحه ای، {\displaystyle B} یک ثابت است که وضعیت تنش را دربر می‌گیرد، {\displaystyle \sigma _{yf}} تنش جریان کششی در هنگام شکست می‌باشد، {\displaystyle \epsilon _{fr}} کرنش شکست کششی و {\displaystyle \rho } شعاع نوک ترک می‌باشد.
در مواد با استحکام تسلیم پایین، نوک ترک به راحتی تغییر شکل داده و همین باعث شده تا شعاع نوک ترک بزرگ‌تر شود. در نتیجه، هنگامی که یک آلیاژ در شرایطی با استحکام پایین قرار دارد، معمولا چقرمگی (سختی) آن بیشتر از شرایط با استحکام بالا است. این به این خاطر است که در شرایط با استحکام پایین، تغییر شکل دائمی بیشتری برای جلوگیری از گسترش ترک وجود دارد. به همین دلیل، در بسیاری از مواد و قطعات حائز اهمیت از لحاظ ایمنی، مثل لوله‌ها، بدنه هواپیماها (آلومینیوم) و مخزن‌های تحت فشار، به منظور داشتن تحمل بهتر در برابر ترک‌ها و شکست، از آلیاژهایی با استحکام نسبتا پایین استفاده می‌شود. ا این حال، باید کوشید تا بدون این که از استحکام فلز کاسته شود، سختی و چقرمگی آن بهبود یابد.
با در نظر گرفتن تفاوت سختی‌ها در چندین آلیاژ آهنی، طراحی یک آلیاژ جدید می‌تواند توضیح داده‌شود. به عنوان مثال، فولاد ماراجینگ با 18% نیکل، سختی بیشتری نسبت به فولاد مارتنزیتی دارد. در این آلیاژ، کربن بین نشینی در دستگاه بلوری مکعبی مرکزپر یا همان BCC وجود دارد و بر روی سختی، تاثیر منفی می‌گذارد. ولیکن در فولاد ماراجینگ 18% نیکل، به دلیل وجود کربن کمتر، استحکام مارتنزیت از طریق اتم‌های نیکل جایزگین شده در ساختار بلوری تقویت می‌شود.
افزون بر این، اثرهای پلاستیسیته ناشی از تغییر فاز، می‌تواند سختی اضافی فولاد را بهبود بخشد. در فولاد تریپ، ساختار ماتریس به صورت شبه پایدار است و می‌تواند به مارتنزیت تغییر شکل بدهد. در نتیجه این تغییر فاز، سختی نیز افزایش پیدا می‌کند.
برای مثال برای آلیاژ شیشه ای میتوان به پالادیم، نقره، فسفر، سیلیکون و ژرمانیم اشاره کرد که دارای مدول برشی پایین و مدول حجمی بالاست.. همه این‌ها باعث شده تا در ماده، نوارهای برشی متعددی تشکیل شود و همین نوارها به صورت خود به خودی مهار می‌شوند و سختی ماده بهبود می‌یابد.
با بهبود فرایند در تولید فلزات، می‌توانند استحکام خود را افزایش دهند. تیتانیوم آلیاژِی با توجه به تمایل بالای آن به جذب اکسیژن، به راحتی اکسیژن را جذب می‌کند. همین اکسیژن باعث تشکیل فاز 2 آلفا می‌شود و این ذرات اگر هم راستا شوند، به آسانی باعث هسته گذاری ترک ها و گسترش سریعتر آن‌ها در نوارهای لغزشی می‌شوند.. بننابراین، استحکام این تیتانیوم کمتر می‌شود. برای افزایش استحکام این ماده، از تکنیکی به نام ذوب قوسی تحت خلأ استفاده می‌کنند. برای مثالی دیگر، استحکام فولاد‌ها را با استفاده از فسفر می‌توان کاهش داد. فسفر می‌تواند در مرز دانه‌ها تجمع یابد و شکست بین دانه ای ایجاد کند. اگر فرایند فسفر زدایی در هنگام  تولید فولاد صورت گیرد، باعث افزایش قابل توجه در فولاد خواهد شد. بعد از اینکه فر‌آیند‌های مناسب روی فولاد صورت بگیرند، فازهای ثانوی و دانه‌های کریستالی که به صورت موازی با نورد قرارگرفته اند، می‌توانند با لایه‌لایه شدن، استحکام مواد را افزایش دهند. این باعث شده تا تنش سه محوره کاهش و نوک ترک کند شود  که در نهایت منجر به بهبود مقاومت فولاد در برابر شکست می‌شود.
همچنین فلزات می‌توانند با روش‌هایی که برای سرامیک‌ها استفاده می‌شود، چقرمه شوند که البته باید در نظر گرفت که این روش‌ها تاثیر کمتری در مقایسه با مواردی که پیشتر گفته شده، دارند.

## چقرمه کردن در سرامیک‌ها
سرامیک به نسبت اغلب فلزات و پلاستیک‌ها، شکنندگی بیشتری دارند. در این مواد، تغییر شکل پلاستیکی که در فلزات و پلاستیک‌ها رخ می‌دهد وجود ندارد. به همین خاطر روش های چقرمه کردن در سرامیک‌ها با فلزات متفاوت هستند. مکانیزم‌های مختلفی برای چقرمه کردن سرامیک‌‌ها وجود دارد که به عنوان مثال می‌توان به مقاوم سازی ترک‌های میکروسکوپی (میکروترک‌ها)، انحراف ترک و پل زدن ترک اشاره کرد. این مکانیزم‌ها به گونه ای طراحی شده اند که ویژگی‌های مکانیکی سرامیک‌هارا بهبود و در نتیجه مقاومت آن‌ها در برابر تنش‌ها و ترک‌ها را افزایش دهند. همه این‌ها بدون تغییری در شکنندگی سرامیک‌ها رخ می‌دهد.

#### انحراف ترک
در سرامیک‌های چندبلوری، ترک می‌تواند به صورت بین دانه ای گسترش یابد. کار غیر قابل برگشت مربوط به این گسترش ترک در هر واحد مساحت برابر با {\displaystyle 2\gamma -\gamma _{gb}} است که در آن {\displaystyle \gamma } انرژی سطحی ماده و {\displaystyle \gamma _{gb}} انرژی مرزدانه‌ها است. اگرچه این کار غیرقابل برگشت، به دلیل انرژی مرزدانه کاهش می‌یابد، اما مساحت شکست در گسترش ترک بین دانه ای افزایش می‌یابد. علاوه بر این، ترک نوع دو می‌تواند به دلیل انحراف از صفحه نرمال شکست در حین گسترش ترک بین دانه ای ایجاد شود که این امر باعث بهبود بیشتر استحکام در سرامیک‌ها می‌شود. بنابراین سرامیک‌هایی که شکست در آن‌ها به صورت بین دانه ای رخ می‌دهد، استحکام بیشتری نسبت به سرامیک ‌هایی که شکست به صورت درون‌دانه ای رخ می‌دهد است، نشان می‌دهند. برای مثال در سیلیسیم کاربید، استحکام شکست درون دانه ای در حدود 3 مگاپاسکال است. در حالی که این عدد برای شکست بین دانه ای در حدود ده مگاپاسکال است و افزایش پیدا می‌کند.
در سرامیک‌هایی که رشد دانه در آن‌ها به صورت غیرعادی است، مکانیزم‌های انحراف ترک باعث افزایش استحکام در آن‌ها می‌شود. در این سرامیک‌ها، ساختارهای میکروسکوپی ناهمگنی که تولید شده، موادی را ایجاد می‌کنند که می‌توان آن‌ها را به عنوان کامپوزیت‌های درجا یا مواد خود تقویت شده در نظر گرفت. انحراف ترک‌ها حول ذرات فاز دوم در رویکردهای مکانیک شکست برای پیش‌بینی افزایش استحکام شکست برای پیش‌بینی افزایش استحکام به کار رفته است.

#### چقرمه کردن با ریز ترک‌‌‌ها
سخت سازی با ریزترک‌ها به این معناست که تشکیل ریزترک‌‌ها قبل از گسترش ترک اصلی می‌تواند سرامیک را تقویت کند. ریزترک‌های اضافی باعث تمرکز تنش در جلوی ترک اصلی شده و منجر به کار غیرقابل برگشت بیشتری برای گسترش ترک می‌شود. این ترک‌ها همچنین باعث ایجاد شاخه‌هایی در ترک می‌شوند، به طوری که یک ترک به ترک‌های متعدد تقسیم می‌شود. در نتیجه تمام این‌ها، میزان کار غیرقابل برگشت افزایش یافته و مقاومت ماده نیز در برابر شکست افزایش می‌یابد. این مکانیزم تاثیر بسیاری در مواد شکننده مانند سرامیک‌‌ها دارد. به خصوص هنگامی که شرایط فیزیکی و ساختاری ماده، مانند اندازه دانه و تنش‌های داخلی، به تشکیل ریزترک‌ها کمک می‌کنند. تنظیم ویژگی‌هایی مانند تراکم ماده و نسبت فازها و همچنین کنترل دقیق فرآیند تولید، می‌تواند تاثیر این چقرمه کردن را افزایش دهد.
{\displaystyle \Delta Gc\cong 2r_{c}\sigma _{R}.\Delta \alpha .\Delta TV_{f}}
در این نوع از چقرمه کردن، {\displaystyle {\displaystyle r_{c}}} فاصله میان صفحه شکست و ریزترک‌ها، {\displaystyle {\displaystyle \sigma _{R}}} تنش باقی مانده، {\displaystyle {\displaystyle \Delta \alpha }} اختلاف ضریب انبساط حرارتی بین دانه‌های مجاور، {\displaystyle {\displaystyle \Delta T}} اختلاف دمایی که موجب کرنش حرارتی می‌شود و {\displaystyle {\displaystyle V_{f}}} کسر حجمی از دانه‌هایی است که با ریزترک‌ها در حجم تحت تاثیر مرتبط هستند. در این معادله فرض شده تنش‌های باقیمانده نقش غالبی در هسته گذاری ریزترک‌ها ناشی از کار الاستیک است. برای اینکه این ریزترک‌ها بتوانند جلوی گسترش ترک اصلی را بگیرند، باید در طول گسترش ترک تشکیل شوند و نه به شیوه خود به‌خودی. اندازه دانه باید کوچکتر از یک اندازه بحرانی باشد تا از تشکیل خود به خودی ریزترک، جلوگیری شود. همچنین فاصله بین ریزترک و صفحه شکست باید بزرگ‌تر از اندازه دانه باشد تا تأثیر چقرمه سازی مؤثری داشته باشد.
در سال 1981، کاترین فابر نشان داد که افزودن ذرات فاز دوم می‌تواند باعث ایجاد ریزترک شود و این چقرمگی قابل توجهی به ماده ببخشد، به ویژه زمانی که این ذرات دارای اندازه توزیعی باریک و مناسب باشند. این یافته نشان دهنده اهمیت کنترل دقیق ریزساختار را در طراحی مواد شکننده مانند سرامیک‎‌ها برای دستیابی به چقرمه کردن بیشتر نشان می‌دهد. همچنین برای افزایش اثربخشی این مکانیزم، استفاده از مواد افزودنی یا اصلاح فرآیندهای تولید می‌تواند منجر به بهبود ویژگی‌هایی مانند تخلخل، یکنواختی فازها و اندازه دانه شود. به علاوه، کنترل دمای عملیات حرارتی و تنظیم دقیق ترکیب شیمیایی ماده می‌تواند توزیع تنش‌های باقیمانده را بهینه کرده و احتمال تشکیل ریزترک‌های مؤثر را افزایش دهد. این اقدامات می‌توانند کاربرد این مواد را در صنایع پیشرفته‌ای مانند انرژی و هوا فضا گسترش دهند.

#### چقرمه کردن با تغییر فاز
اثر تریپ (تغییر شکل پلاستیک ناشی از تغییر فاز) در زیرکونیای نیمه پایدار یافت می‌شود. زیرکونیای نیمه پایدار شامل فاز چهارگوش در دماهای بالا و فاز مونوکلینیک و مکعبی در دماهای پایین‌تر در حالت تعادل است. در برخی ترکیبات، دمای شروع تغییر فاز مارتنزیتی از چهارگوش به مونوکلینیک پایین‌تر از دمای محیط است. میدان تنش در نزدیکی نوک ترک، تغییر فاز مارتنزیتی را با سرعتی که نزدیک به سرعت صوت در ماده باشد، تحریک می‌کند.
این تغییر فاز مارتنزیتی باعث افزایش حجم (کرنش حجمی/ انبساطی) و کرنش برشی به ترتیب حدود 4% و 16% می‌شود. این تغییرات کرنشی، تنش‌های فشاری در نوک ترک ایجاد می‌کنند که از گسترش ترک جلوگیری می‌کند و همچنین باعث ایجاد نیروهای بسته کننده در پشت ترک می‌شوند.
از نگاهی دیگر، کار انجام شده مرتبط با این تغییر فاز، چقرمگی ماده را افزایش می‌دهد. افزودن پایدار کننده‌هایی مانند ایتریا می‌تواند دمای شروع تغییر فاز را کنترل و امکان استفاده از اثر تریپ را در دماهای عملیاتی مختلف فراهم کند. این امر به تنظیم مقاومت ماده در برابر ترک و افزایش دوام آن کمک می‌کند. اثر تریپ در مواردی مانند زیرکونیا که در دماهای بالا و شرایط تنش شدید استفاده می‌شوند، اهمیت دارد. این مواد در تولید ایمپلنت‌های پزشکی، قطعات موتورهای هوافضایی و ابزارهای برش پیشرفته استفاده می‌شوند. 
تحقیقات مداوم بر روی بهینه سازی اثر تریپ در موارد سرامیکی متمرکز است. این شامل توسعه ترکیبات جدید، کاهش هزینه‌های تولید و بهبود فرآیندهای ساخت است تا کاربرد این مواد در صنایع بیشتر و گسترده‌تر شود. به علاوه، این اثر با سایر مکانیزم‌های چقرمه کردن مانند ریزترک‌ها یا تقویت با ذرات می‌تواند به ایجاد مواد چندمنظوره با خواص پیشرفته منجر شود.
افزایش چقرمگی ناشی از چقرمه کردن با تغییر فاز را می‌توان با روابط ریاضی بیان کرد که شامل ویژگی‌هایی ماده مانند میزان تغییر حجم و کرنش برشی است.
{\displaystyle {\displaystyle \Delta G_{C}\cong 2r_{c}\sigma _{M}\epsilon _{M}V_{f}}}
باتوجه به فرمول نشان داده شده در این مکانیزم چندین عامل کلیدی وجود دارد:
- {\displaystyle {\displaystyle r_{c}}} : فاصله بین مرز منطقه تغییر یافته و صفحه شکست.
- {\displaystyle {\displaystyle \sigma _{M}}} : تنشی که تغییر فاز مارتنزیتی را تحریک می‌کند.
- {\displaystyle {\displaystyle \epsilon _{M}}} : کرنش ایجاد شده ناشی از تغییر فاز مارتنزیتی.
- {\displaystyle {\displaystyle V_{f}}} : بخشی از دانه‌های چهارگوش که درحجم تحت تأثیر به ریزترک‌ها مرتبط هستند.

اندازه ذرات چهارگوش، همانطور که گفته شد باید به درستی کنترل شود. اگر اندازه ذرات خیلی بزرگ باشد، تغییر فاز خود به خودی رخ می‌دهد که خواص ماده را تضعیف می‌کند. از سوی دیگر، اگر اندازه ذرات خیلی کوچک باشد، اثر سخت سازی بسیار محدود خواهد بود. این مکانیزم نشان می‌دهد که کنترل دقیق اندازه ذرات و توزیع آن‌ها برای بهره‌گیری کامل از اثر سخت سازی اهمیت زیادی دارد. این تنظیم به ماده کمک می‌کند تا در برابر گسترش ترک مقاومت بیشتری نشان دهد.

#### پل زنی ترک
پل زنی ترک یکی از مکانیزم‌های کلیدی برای افزایش مقاومت ماده شکننده در برابر گسترش ترک است. این مکانیزم هنگامی رخ می‌دهد که ماده یا فازهایی در ساختار ماده بتوانند ترک را در هنگام گسترش مهار کرده و از باز شدن کامل آن جلوگیری کنند. این فرآیند باعث کاهش شدید شدت تنش در نوک ترک و بهبود سختی شکست ماده می‌شود.
پل‌زنی ترک معمولا با کمک الیاف، ذرات یا فازهای دوم (مانند فازهای تقویت کننده) که درون ساختار ماده قرار دارند، انجام می‌شود. برای توضیح چگونگی عملکرد پل‌زنی ترک به چند مورد باید به چند مورد اشاره کرد. مورد اول، مهار ترک توسط الیاف یا ذرات است. به این شکل که الیاف یا ذرات در ترک باقی می‌مانند و از جدا شدن کامل سطوح ترک جلوگیری می‌کنند. دومین مورد انتقال بار است. تنش از طریق الیاف یا ذرات به بخش‌های دیگر ماده منتقل می‌شود، که باعث کاهش شدت تنش در نوک ترک می‌گردد. مورد آخر نیز جذب انرژی است. پل زنی ترک با جذب انرژی ناشی از گسترش ترک به بهبود مقاومت ماده کمک می‌کند.
افزایش سختی را می‌توان با رابطه زیر بیان کرد:
{\displaystyle {\displaystyle \Delta G_{C}\cong {1 \over 8}\mu \sigma _{R}V_{f}d}}
که در آن {\displaystyle {\displaystyle \mu }} ضریب اصطکاک، {\displaystyle {\displaystyle \sigma _{R}}} تنش باقی‌مانده، {\displaystyle {\displaystyle d}} طول لبه دانه و {\displaystyle {\displaystyle V_{f}}} کسر حجمی دانه‌هایی که در فرآیند پل‌زنی ترک شرکت دارند.
در این رابطه، هریک از این پارامترها به طور مستقیم یا غیر مستقیم بر مکانیزم پل‌زنی ترک تأثیر می‌‌گذارند. به عنوان مثال، ضریب اصطکاک، نقش مهمی در مهار سطوح ترک دارد و تنش‌های باقی‌مانده به ایجاد نیروهای فشاری در اطراف ترک کمک می‌کنند. اندازه دانه نیز تعیین کننده است، زیرا دانه‎‌های بزرگ‌تر می‌توانند نقش مؤثرتری در مهار ترک داشته باشند، اما ممکن است خطر تشکیل خود به خودی ترک را میز افزایش دهند. همچنین، کسر حجمی دانه‌های مرتبط با پل‌زنی ترک، نشان دهنده میزان مشارکت ساختار دانه‎‎‌‌ای در افزایش مقاومت ماده در برابر گسترش ترک است. این عوامل باید به دقت کنترل شوند تا از مکانیزم پل‌زنی ترک به بهترین نحو برای بهبود چقرمگی ماده بهره‌برداری شود.
روش‌های دیگری نیز برای افزایش سختی سرامیک‌ها از طریق پل‌زنی ترک وجود دارد. پدیده رشد غیرعادی دانه‌ها می‌تواند برای ایجاد یک ریزساختار مناسب جهت پل‌زنی ترک در یک ماده سرامیکی تک‌فاز مورد استفاده قرار گیرد. حضور دانه‌ها به طور غیرعادی بلند می‌تواند ترک‌هارا در ناحیه پشت سر ترک پل‌زنی کرده و مانع از باز شدن آن‌ها شود. این مکانیزم در مواردی مانند سیلیسیم کاربید و سیلیسیم نیترید نشان داده شده است.
دانه‌های بزرگ غیرعادی همچنین ممکن است از طریق مکانیزم انحراف ترک به سخت‌تر شدن سرامیک‌ها کمک کنند. علاوه بر این، تشکیل یک ساختار داخلی بافت‌دار در داخل سرامیک‌ها می‌تواند به عنوان یک روش سخت‌سازی استفاده شود. سیلیسیم کاربید از این رویکرد برای افزایش سختی، بهره برده است. به دلیل افزایش سطح بین فازی ناشی از ساختار داخلی، کار شکست غیرقابل برگشت در این مواد افزایش می‌یابد که منجر به بهبود مقاومت در برابر شکست می‌شود. این روش‌ها از طریق بهینه‌سازی ساختار و کنترل فرآیند‌های رشد دانه، امکان افزایش مقاومت سرامیک‌ها را در شرایط کاربردی مختلف فراهم می‌کنند.

شماتیک کامپوزیت‌های تقویت شده با الیاف

## چقرمه کردن در کامپوزیت‌ها
در کامپوزیت‌های زمینه فلزی، افزودنی‌ها فلز را تقویت کرده و سختی ماده را کاهش می‌دهند. در کامپوزیت‌های زمینه سرامیکی، افزودنی‌ها می‌توانند مواد را سخت‌تر کنند، اما در عین حال آن‌هارا تقویت نمی‌کنند. در کامپوزیت‌های تقویت شده با الیاف کربنی، الیاف گرافیتی می‌توانند همزمان مواد پلیمری را هم تقویت و هم چقرمه‌تر کنند. در کامپوزیت‌های شیشه‌ای فلزی انبوه، دندریت‌ها به منظور جلوگیری از حرکت نوار برشی اضافه می‌شوند که در نتیجه سختی و مقاومت ماده در برابر شکست افزایش می‌یابد. 
این تفاوت‌ها در رفتار کامپوزیت‌ها ناشی از ویژگی ‌های منحصر به فرد هر نوع ماده تقویت کننده و فرآیندهای تولید خاص آن‌ها است. برای هرنوع کامپوزیت، انتخاب صحیح افزودنی‌ها و تقویت کننده‌ها می‌تواند به بهبود خصوصیات مکانیکی و عملکرد ماده در شرایط مختلف منجر شود.
اگر الیاف دارای کرنش شکست بیشتری نسبت به ماتریس باشند، کامپوزیت از طریق پل‌زنی ترک، سخت‌تر می‌شود. سختی یک کامپوزیت می‌تواند با رابطه زیر بیان شود:
{\displaystyle {\displaystyle G_{C}=V_{m}G_{m}+V_{f}G_{f}+\Delta G_{C}}}
که در آن {\displaystyle {\displaystyle G_{m}}} و {\displaystyle {\displaystyle G_{f}}} به ترتیب سختی ماتریس و الیاف هستند، {\displaystyle {\displaystyle V_{m}}} و  {\displaystyle {\displaystyle V_{f}}} حجم ماتریس و الیاف هستند و {\displaystyle {\displaystyle \Delta G_{C}}} نیز چقرمگی اضافی‌ای است که به دلیل چقرمه شدن ناشی از پل‌زنی ترک به وجود می‌آید.
پس از آن که ترک از طریق الیاف گسترش پیدا کرد، الیاف کشیده شده و از ماتریس بیرون می‌آیند. این فرآیندها معادل با تغییر شکل پلاستیک و کار کشش هستند که به چقرمه‌تر شدن کامپوزیت کمک می‌کنند. این مکانیزم باعث افزایش کارشکست غیرقابل برگشت و در نتیجه افزایش سختی کامپوزیت می‌شود، زیرا فرآیند کشش الیاف و بیرون آمدن آن‌ها از ماتریس، انرژی اضافی به سیستم وارد کرده و از گسترش بیشتر ترک جلوگیری می‌کند.
وقتی الیاف شکننده باشند، کار کشش بر کار غیرقابل‌برگشتی که به چقرمه‌تر شدن کمک می‌کند، غالب می‌شود. در این حالت، چون الیاف شکننده هستند و توانایی تغییر شکل پلاستیک ندارند، عمده انرژی ناشی از چقرمه کردن کامپوزیت از طریق فرآیند کشش الیاف هنگام بیرون آمدن از ماتریس تأمین می‌شود. این فرآیند نه تنها به کاهش گسترش ترک کمک می‌کند، بلکه انرژی اضافی به ماده می‌دهد و باعث افزایش چقرمگی و مقاومت در برابر شکست می‌شود.
افزایش سختی ناشی از  کار کشش را می‌توان با رابطه زیر بیان کرد:
{\displaystyle {\displaystyle \Delta G_{C}={1 \over 32}{\beta ^{2}\sigma _{f}^{2}V_{f}d \over \tau }}}
که در آن {\displaystyle {\displaystyle \beta }} نسبت طول جدایش به طول بحرانی،  مقاومت الیاف، {\displaystyle d} عرض الیاف، {\displaystyle {\displaystyle V_{f}}} کسر حجمی الیاف و {\displaystyle {\displaystyle \tau }} تنش اصطکاکی بین سطحی می‌باشد. 
از معادله فوق می‌توان نتیجه گرفت که با افزایش کسر حجمی الیاف، افزایش مقاومت الیاف و کاهش تنش اصطکاکی بین سطحی، می‌توان اثر چقرمه کردن بهتری به دست آورد. این به این معنا است که با انتخاب الیاف قوی‌تر و کاهش تنش‌های بین سطحی، می‌توان عملکرد بهتری در جلوگیری از گسترش ترک و افزایش سختی کامپوزیت‌ها داشت. 

#### پل‌زنی توسط فاز نرم
وقتی الیاف انعطاف پذیر هستند، کار ناشی از تغییر شکل پلاستیک به طور عمده به بهبود چقرمگی ماده کمک می‌کند. در این حالت، وقتی الیاف شکل پذیر تحت بارهای مکانیکی قرار می‌گیرند به جای شکستن یا ترک برداشتن، تغییر شکل پلاستیک داده و انرژی بیشتری را جذب می‌کنند. این فرآیند باعث افزایش چقرمگی و مقاومت در برابر شکست می‌شود زیرا انرژی بیشتری باید برای ادامه گسترش ترک مصرف شود. تغییر شکل پلاستیک الیاف، انرژی کشش و همچنین کار برگشت ناپذیر بیشتری به سیستم اضافه می‌کند که به چقرمه‌تر شدن ماده کمک می‌کند.
سختی اضافی که توسط تغییر شکل پلاستیک ایجاد می‌شود، می‌تواند با رابطه زیر بیان شود:
{\displaystyle \Delta G_{c}=C\sigma _{y}\epsilon _{f}V_{f}l_{d}}
که در آن {\displaystyle {\displaystyle C}} یک ثابت بین 1.5 تا 6، {\displaystyle {\displaystyle \sigma _{y}}} تنش جریان الیاف، {\displaystyle {\displaystyle \epsilon _{y}}} کرنش شکست الیاف، {\displaystyle {\displaystyle V_{f}}} کسر حجمی الیاف و {\displaystyle {\displaystyle l_{d}}} طول جدایش است. از این معادله می‌توان دریافت که افزایش تنش جریان و طول جدایش می‌‌تواند چقرمگی ماده را بهبود بخشد. با این حال، طول جدایش طولانی‌تر معمولا منجر به کاهش تنش جریان می‌شود، زیرا محدودیت تغییر شکل پلاستیک کاهش می‌یابد. 
این وضعیت نشان می‌دهد که برای بهینه‌سازی  چقرمگی، باید بین طول جدایش و تنش جریان، تعادل ایجاد کرد. اگرچه طول جدایش بیشتر انرژی بیشتری را برای گسترش ترک مصرف می‌کند، اما از دست رفتن کنترل بر تغییر شکل پلاستیک می‌تواند تأثیر منفی داشته باشد. طراحی دقیق و مهندسی مواد می‌تواند به دستیابی به این تعادل کمک کند.
در کامپوزیت‌هایی که چقرمه شدن از طریق فاز نرم انجام می‌شود، سختی ماده را می‌توان با استفاده از ضریب شدت تنش، {\displaystyle {\displaystyle K_{c}}}، نشان داد. این محاسبه برا اساس جمع خطی اثر ماتریس و پل‌زنی ترک، مطابق با راه حل‌های ارائه‌شده توسط تادا انجام می‌شود. از ویژگی‌های این مدل می‌توان به قادر بودن به پیش‌بینی رفتار در شرایط پل‌زنی با مقیاس کوچک اشاره کرد. همچنین برای شرایط بارگذاری یکنواخت و مداوم کاربرد دارد.
در نتیجه استفاده از این مدل می‌تواند در طراحی و تحلیل رفتار مکانیکی کامپوزیت‌ها با فاز نرم، به‌ویژه برای کاربردهایی که در آن‌ها پل‌زنی با مقیاس کوچک غالب است، مفید باشد. اما برای مواردی که پل‌زنی در مقیاس بزرگ رخ می‌دهد، نیاز به مدل‌های پیشرفته‌تر وجود دارد.

### چقرمه کردن در پلیمرها
مکانزیم‌های چقرمه کردن در پلمیرها مشابه آن‌هایی است که قبلا نیز گفته شد. با این حال، چند مثال خاص برای توضیح چقرمه کردن در پلمیرها استفاده می‌شود. 

### پلی استیرن با مقاومت ضربه‌ای بالا
در این ماده، از پراکندگی الاستومری برای افزایش مقاومت در برابر گسترش ترک استفاده می‌شود. هنگامی که ترک اصلی گسترش می‌یابد، میکروترک‌هایی در اطراف پراکندگی الاستومری و بالا یا زیر صفحه شکست تشکیل می‌شوند. در نتیجه، این پلی‌استیرن از طریق کار اضافی  مرتبط با تشکیل میکروترک‌ها سخت‌تر می‌شود. 

### اپوکسی‌ها

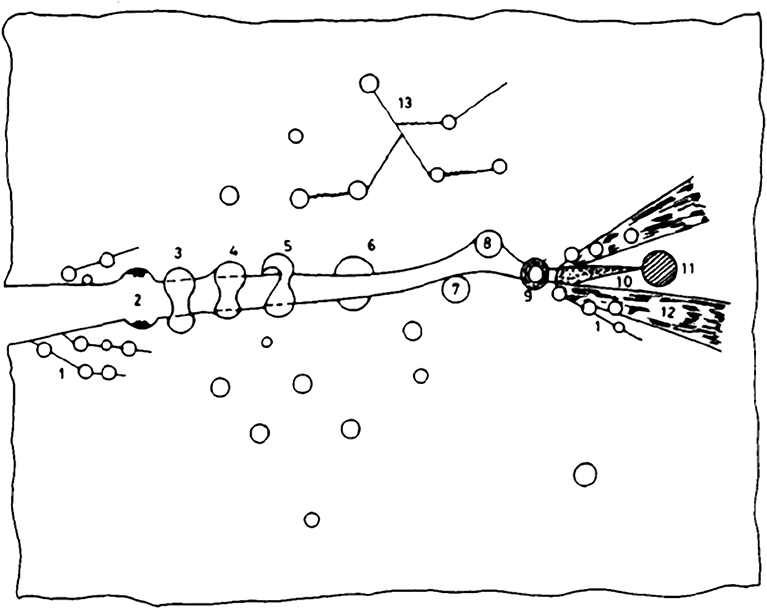
مکانیزم‌های مختلف چقرمه کردن در اپوکسی‌ها

در آن‌ها، ذرات شیشه برای بهبود سختی مواد به کار می‌روند. مکانیزم چقرمه کردن در اینجا مشابه مکانیزم انحراف ترک است. این ذرات شیشه‌ای با تغییر مسیر ترک، از گسترش سریع آن جلوگیری می‌کنند.
اضافه نرم کننده‌ها به پلیمرها نیز روشی مؤثر برای افزایش سختی آن‌ها است. این نرم کننده‌ها انعطاف پذیری بیشتری به زنجیره‌های پلیمری می‌‌دهند و باعث می‌شوند که ماده بتواند انرژی شکست بیشتری جذب کند.
در نتیجه، این مکانیزم‌های متنوع نشان می‌دهند که بهبود چقرمگی پلیمرها به ترتیب به ترکیب دقیق مواد و انتخاب مناسب افزودنی‌ها بستگی دارد. انتخاب افزودنی‌های مناسب و طراحی درست می‌تواند مقاومت پلیمر‌ها در برابر شکست و ضربه را به میزان قابل توجهی افزایش دهد.